# حلبة مصارعة الثيران

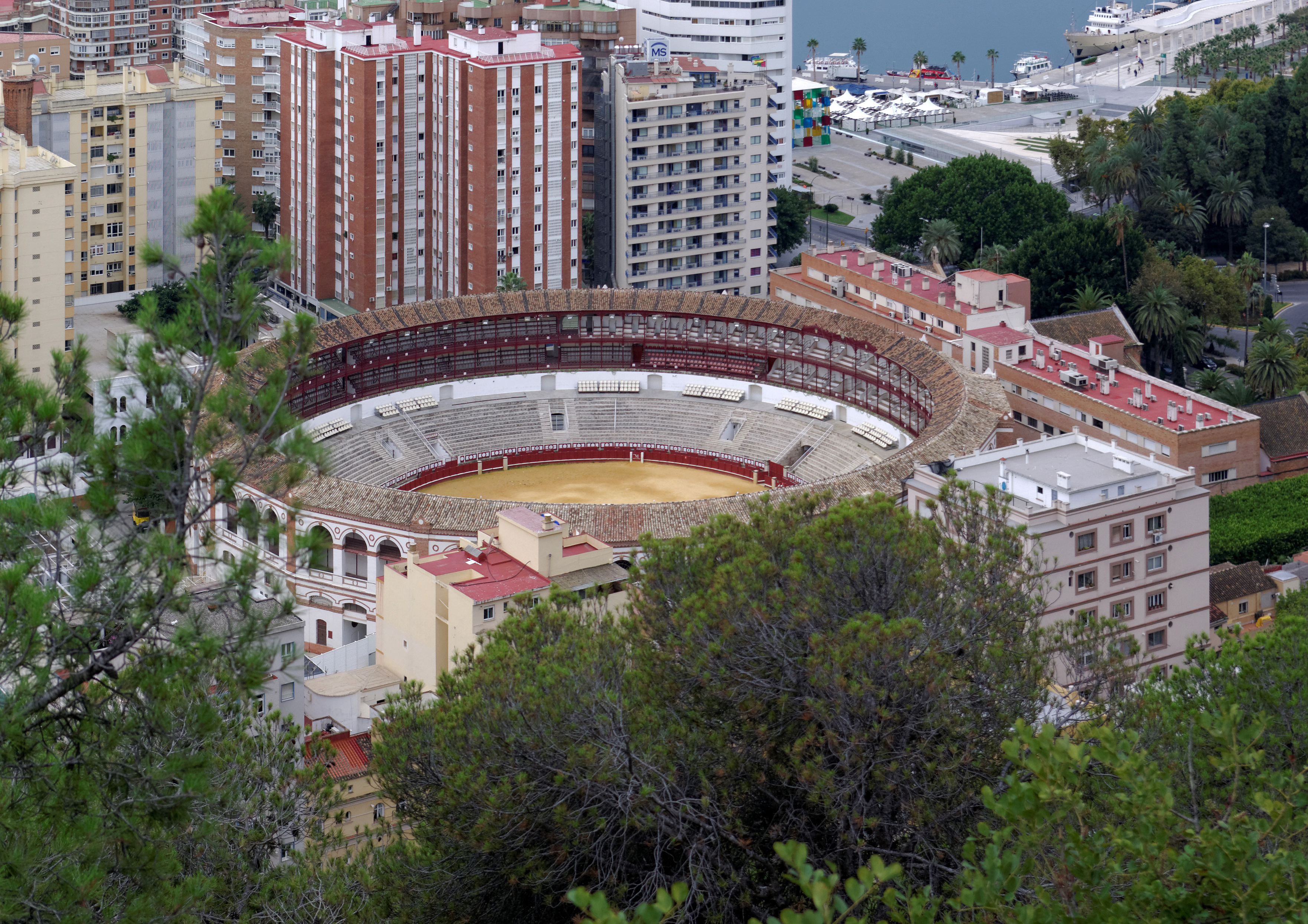
حلبة مصارعة الثيران في مالقة بإسبانيا

حلبة مصارعة الثيران هي حلبة تُقام فيها مصارعة الثيران. غالبًا ما ترتبط حلبات مصارعة الثيران بشبه الجزيرة الأيبيرية، ولكنها توجد أيضًا في جميع أنحاء أمريكا الأيبيرية وفي عدد قليل من المستعمرات الإسبانية والبرتغالية السابقة في إفريقيا. غالبًا ما تكون حلبات مصارعة الثيران مراكز تاريخية وثقافية مهمة، وتحمل العديد من أوجه التشابه الهيكلي مع المدرجات الرومانية.